# Vasile Măstăcan
Vasile-Ionel Măstăcan (n. 5 noiembrie 1968, Podu Turcului, România) este un canotor român, laureat cu argint la Barcelona 1992.
La Campionate Mondiale a obținut medalia de argint în 1993 la 8+1, medalia de bronz în 1999 la 4+1, medalia de argint în 2000 la 2+1 iar aurul în 2001 la 8+1.